# Neposlusjnik
Neposlusjnik (russisk: Непослушник) er en russisk spillefilm fra 2022 af Vladimir Kott.

## Medvirkende
- Viktor Khorinjak
- Taisija Vilkova
- Aglaja Tarasova
- Tatjana Orlova
- Maksim Lagasjkin
- Anton Eskin
- Sergej Selin
- Aleksandr Sinjukov
- Jurij Kuznetsov